# Rollo jurisdiccional
 (février 2024).
Si vous disposez d'ouvrages ou d'articles de référence ou si vous connaissez des sites web de qualité traitant du thème abordé ici, merci de compléter l'article en donnant les références utiles à sa vérifiabilité et en les liant à la section « Notes et références ».

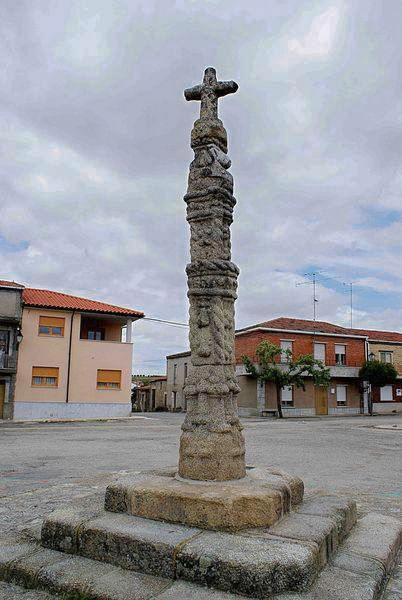
Vilvestre, province de Salamanque.

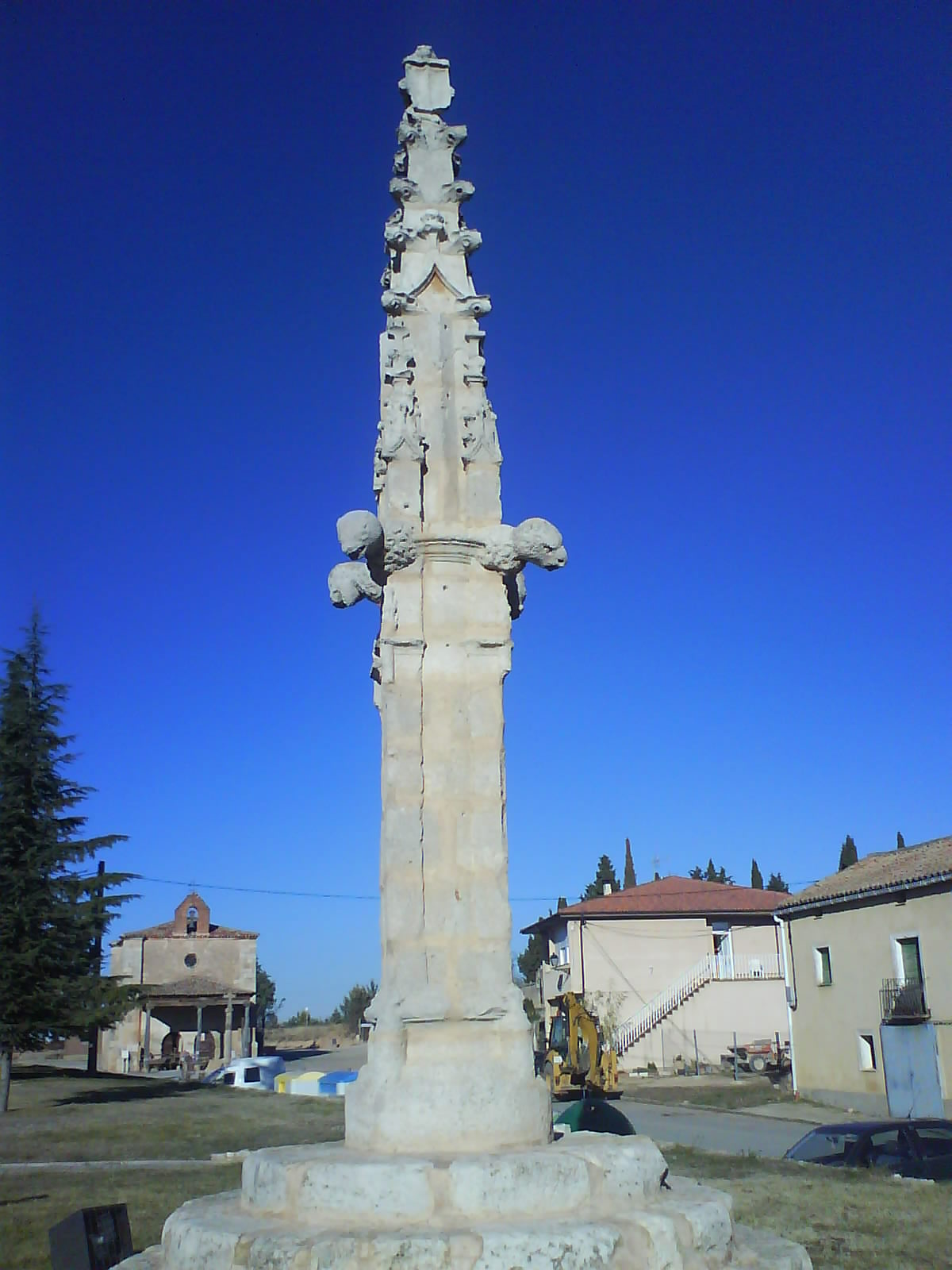
Berlanga de Duero, Province de Soria.

Un rollo jurisdiccional (en français rouleau juridictionnel) ou simplement rollo (rouleau) est une colonne en pierre généralement surmontée d'une croix ou d'une boule typique de l'Espagne. Il est élevé dans les bourgs de pleine juridiction dotés d'une charte de peuplement et marque la catégorie administrative du lieu : manoir royal, concejo (es), ecclésiastique ou monastique.

## Présentation
Le rollo pouvait marquer la limite territoriale et, dans certains cas, il constituait un monument commémoratif de l'octroi du bourg.
Le rollo partageait également avec le pilori des fonctions liées aux peines de mort. Ces peines de mort furent suspendues par décret des Cortes de Cadix en 1812.
On en trouve dans les villes des royaumes de Castille et de León qui disposaient d'un maire qui, de fait, avait le pouvoir de juger et donc de condamner à mort. Il servait également à punir et à exécuter les peines mineures de criminels de droit commun qui, après avoir été fouettés, étaient exposés à la honte publique.
Les rollos sont similaires aux calvaires, mais leur signification est différente.
Lors de la conquête de l'Amérique, le premier acte de fondation d'une ville consistait à l'élévation d'un rollo, pour marquer la juridiction royale et comme signe d'une menace coercitive.
La province de Cáceres est l'une des provinces d'Espagne où ont été conservés le plus de rollos juridictionnels du fait de la désobéissance des villes aux ordres donné par les Cortes de Cadix de les mettre à bas lorsque les tribunaux féodaux furent abolis.

## Localités où se trouve un rollo juridictionnel

### Castille-et-León
- Province d'Ávila
  - Candeleda
  - Cepeda la Mora
  - Guisando
  - Muñotello
  - Narros del Castillo
  - Pedro Bernardo
  - San Esteban del Valle
- Province de Burgos
  - Barbadillo del Mercado
  - Covarrubias
  - Hontoria del Pinar
  - Jaramillo de la Fuente
  - Miranda de Ebro
  - Padilla de Abajo
  - Peñaranda de Duero
  - Presencio
  - Retuerta
  - Sotopalacios
  - Villahoz
- Province de León
  - Alija del Infantado
  - Toreno
  - Villademor de la Vega
- Province de Palencia
  - Alba de Cerrato
  - Becerril del Carpio
  - Boadilla del Camino
  - Castrillo de Onielo
  - Cevico Navero
  - Cordovilla la Real
  - Itero de la Vega
  - Vertavillo
- Province de Salamanque
  - Sanctuaire de Notre-Dame du Rocher de France, El Cabaco
  - Vilvestre
- Province de Segovie
  - Barbolla
- Province de Soria
  - Almaluez
  - Barca
  - Berlanga de Duero
  - Calatañazor
  - Caracena
  - El Burgo de Osma
  - Morón de Almazán
  - Rello
  - Rioseco de Soria
  - Viana de Duero
  - Vinuesa
- Province de Valladolid
  - Bolaños de Campos
  - Curiel de Duero
  - Mayorga
  - Valdearcos de la Vega
  - Villalar de los Comuneros
  - Villalón de Campos (classé monument historique)
  - Zaratán (monument moderne)
- Province de Zamora
  - Matilla de Arzón
  - Peñausende

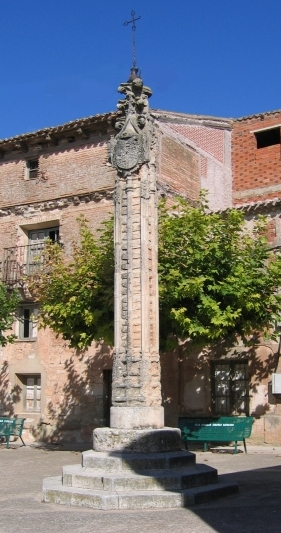
Presencio, province de Burgos.
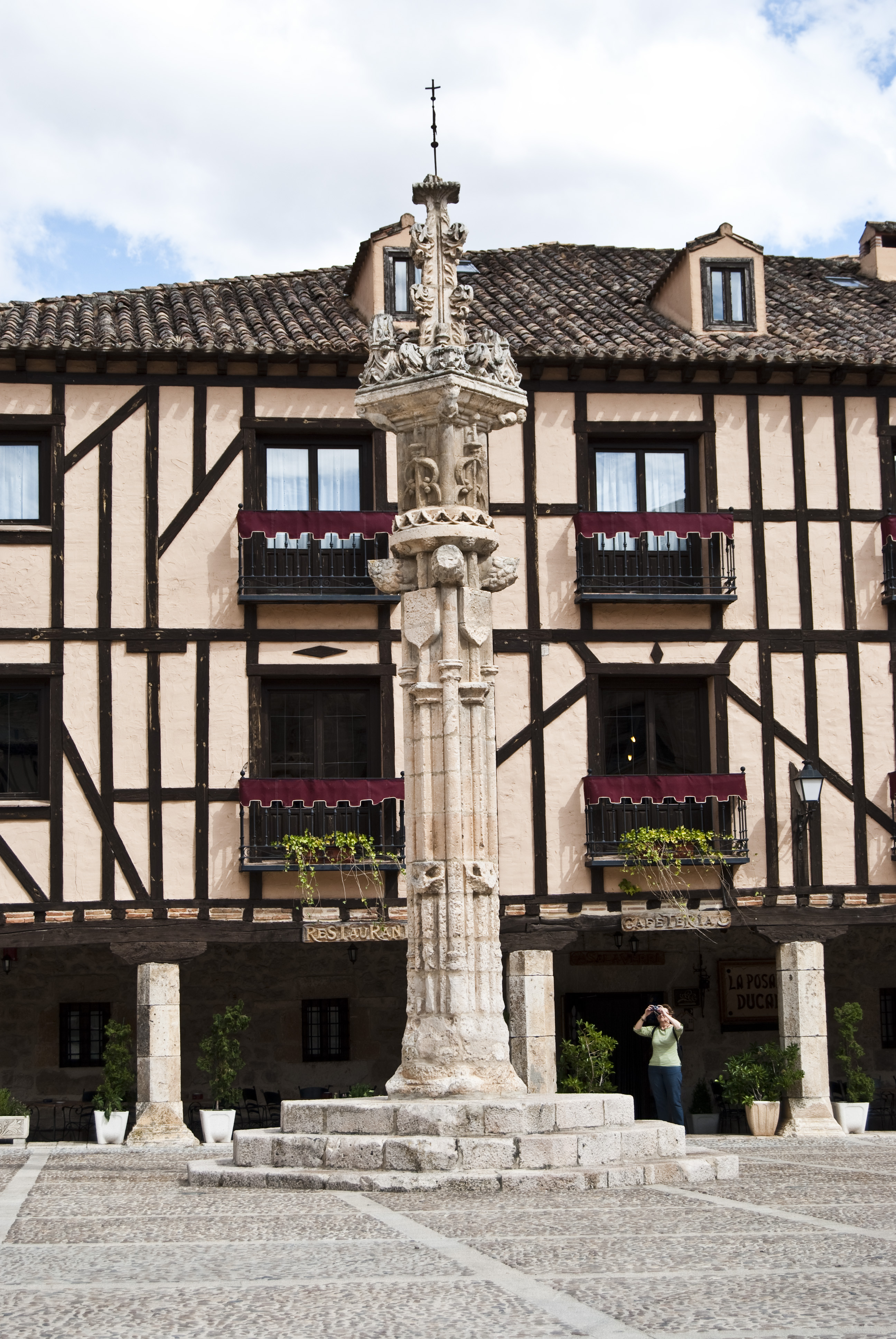
Peñaranda de Duero, province de Burgos.
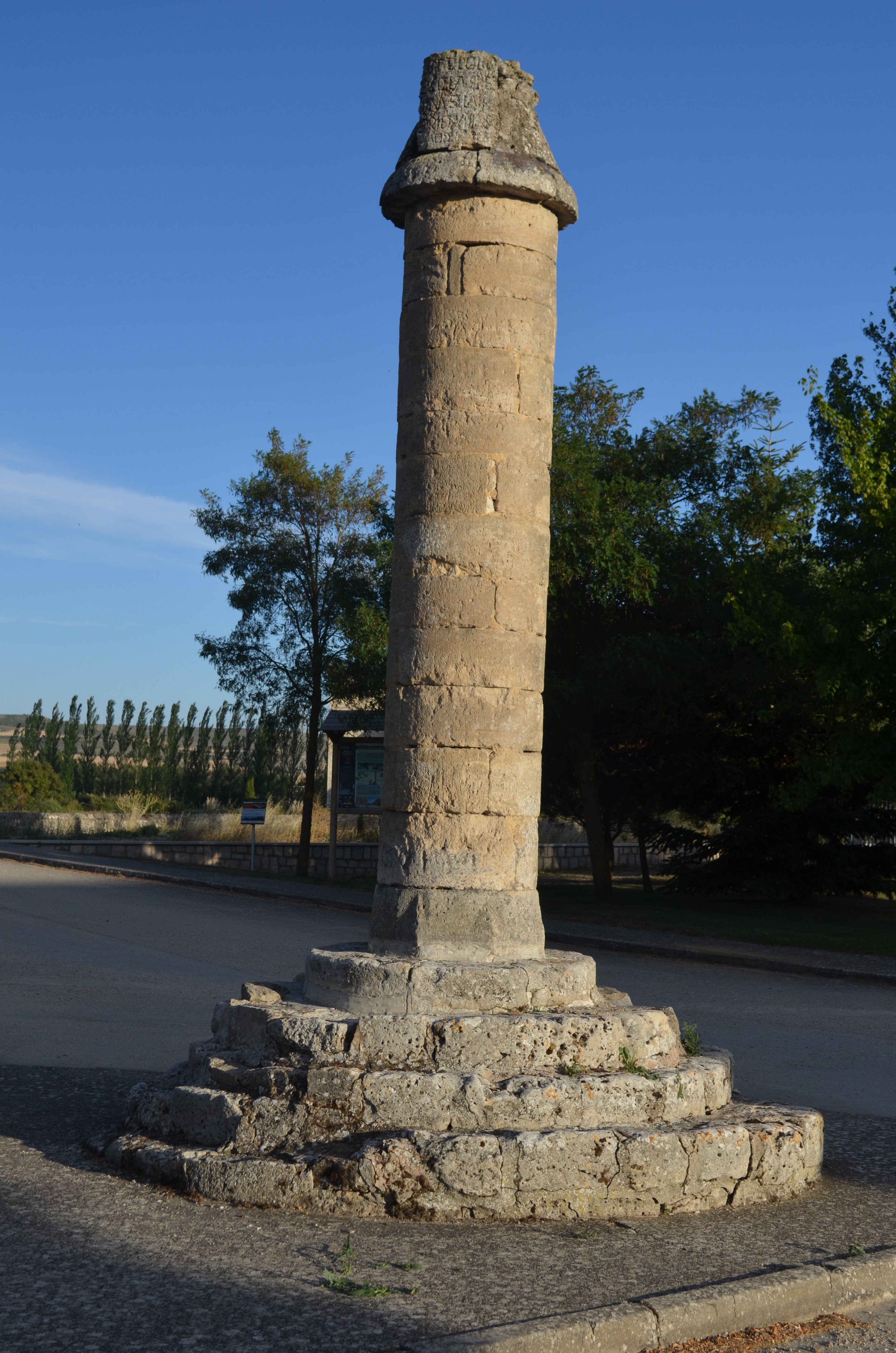
Sotopalacios, province de Burgos.
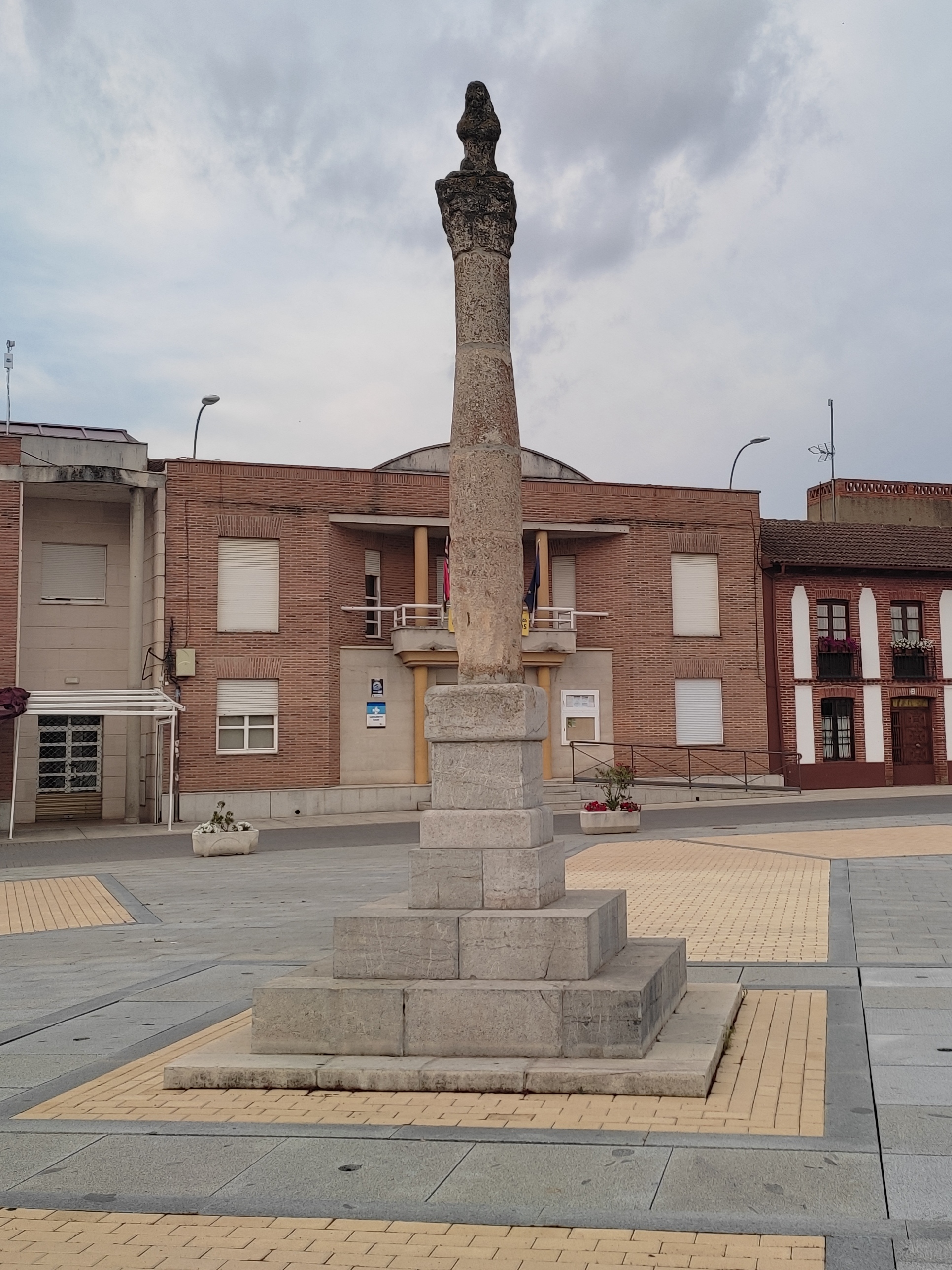
Villademor de la Vega, province de León.
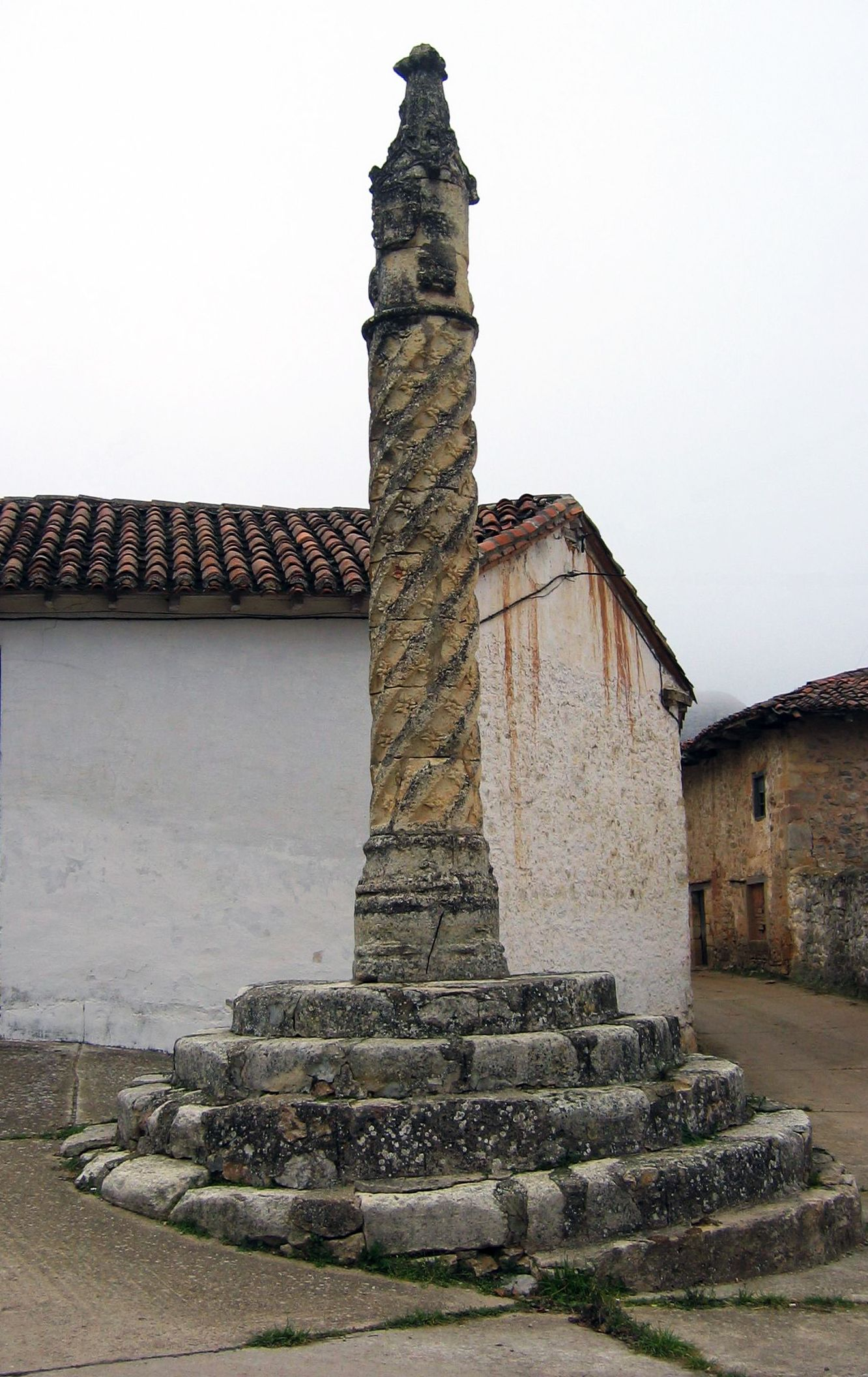
Becerril del Carpio, province de Palencia.
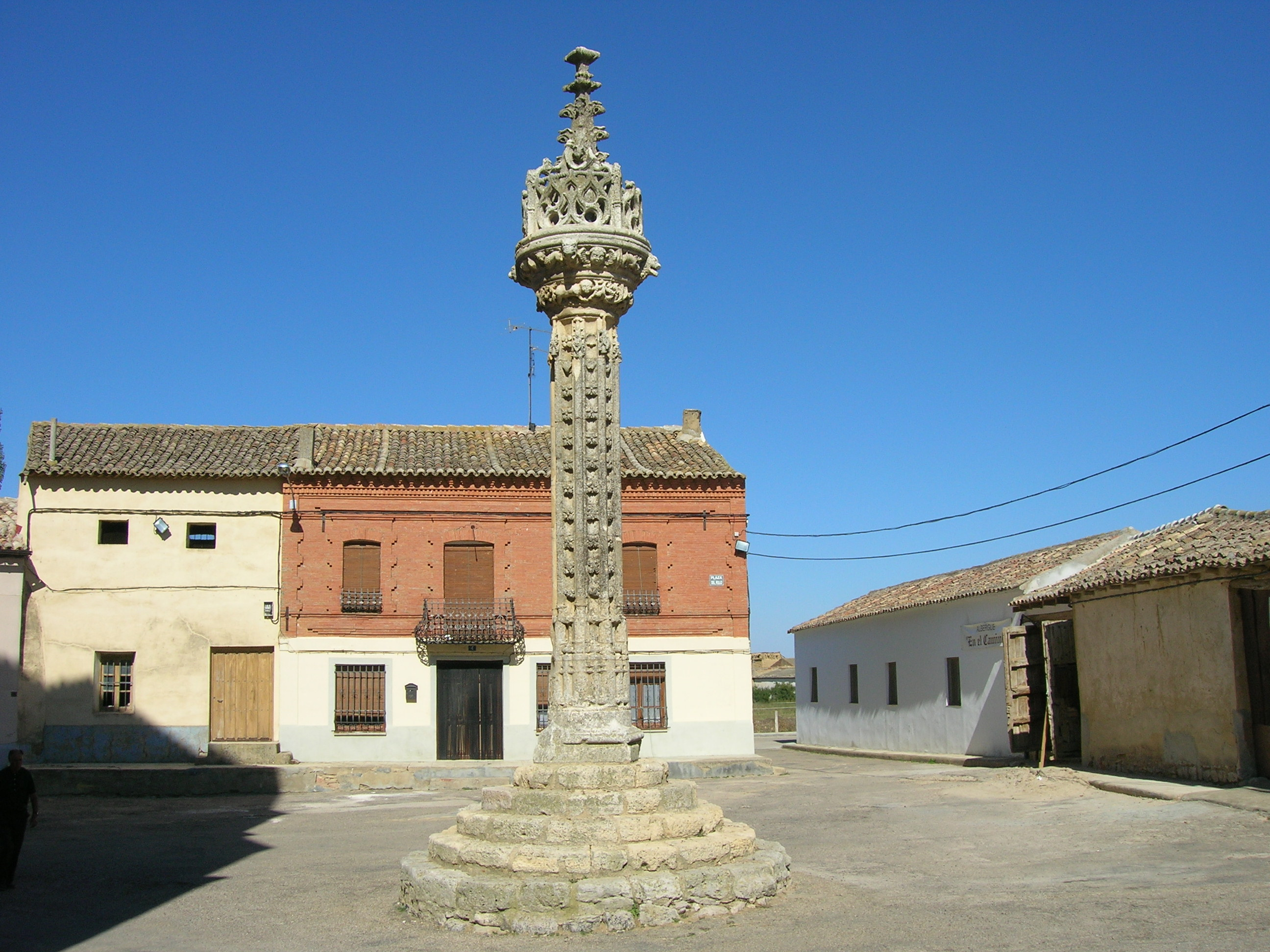
Boadilla del Camino, province de Palencia.
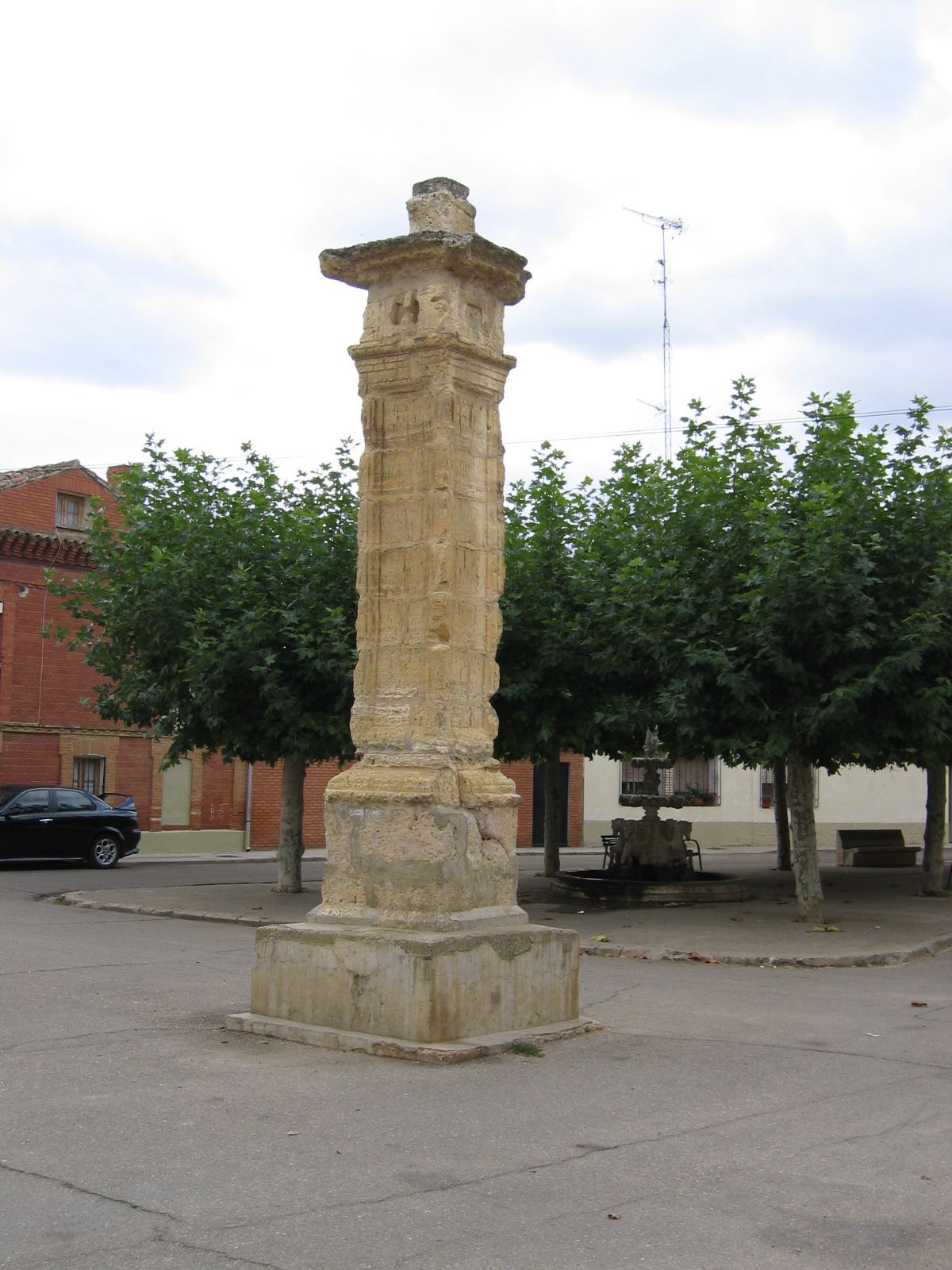
Itero de la Vega, province de Palencia.
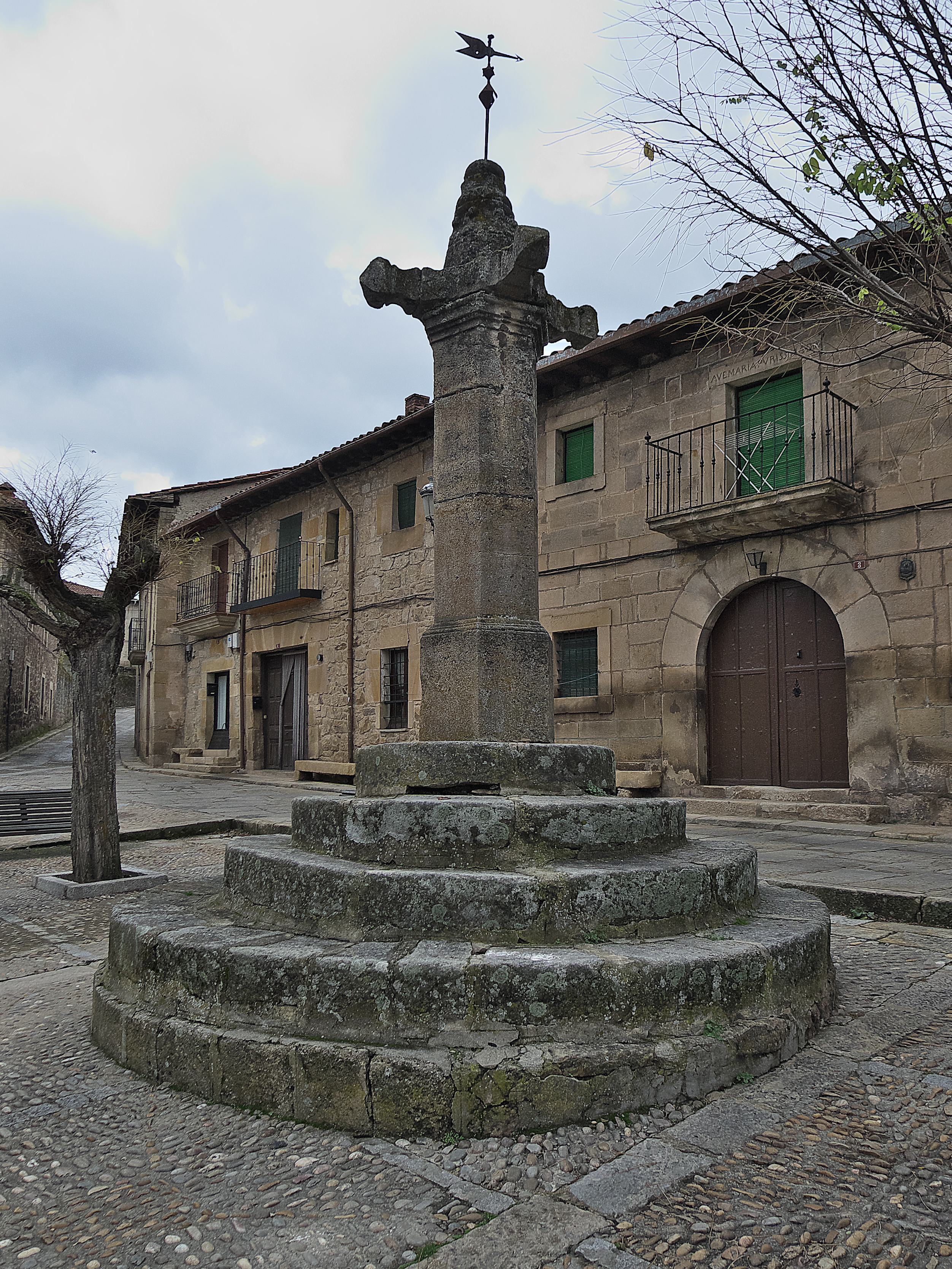
Vinuesa, province de Soria.
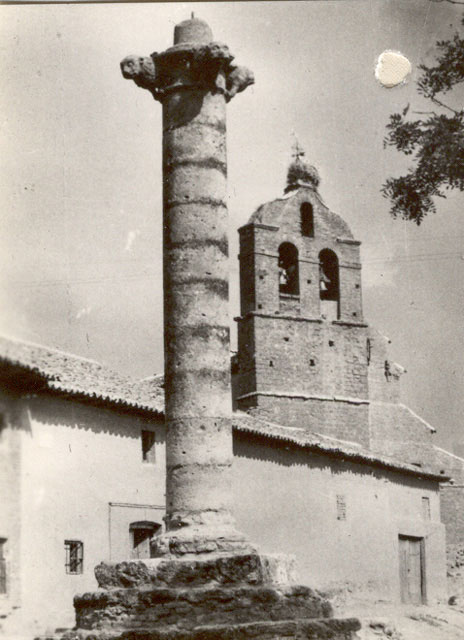
Bolaños de Campos, province de Valladolid.
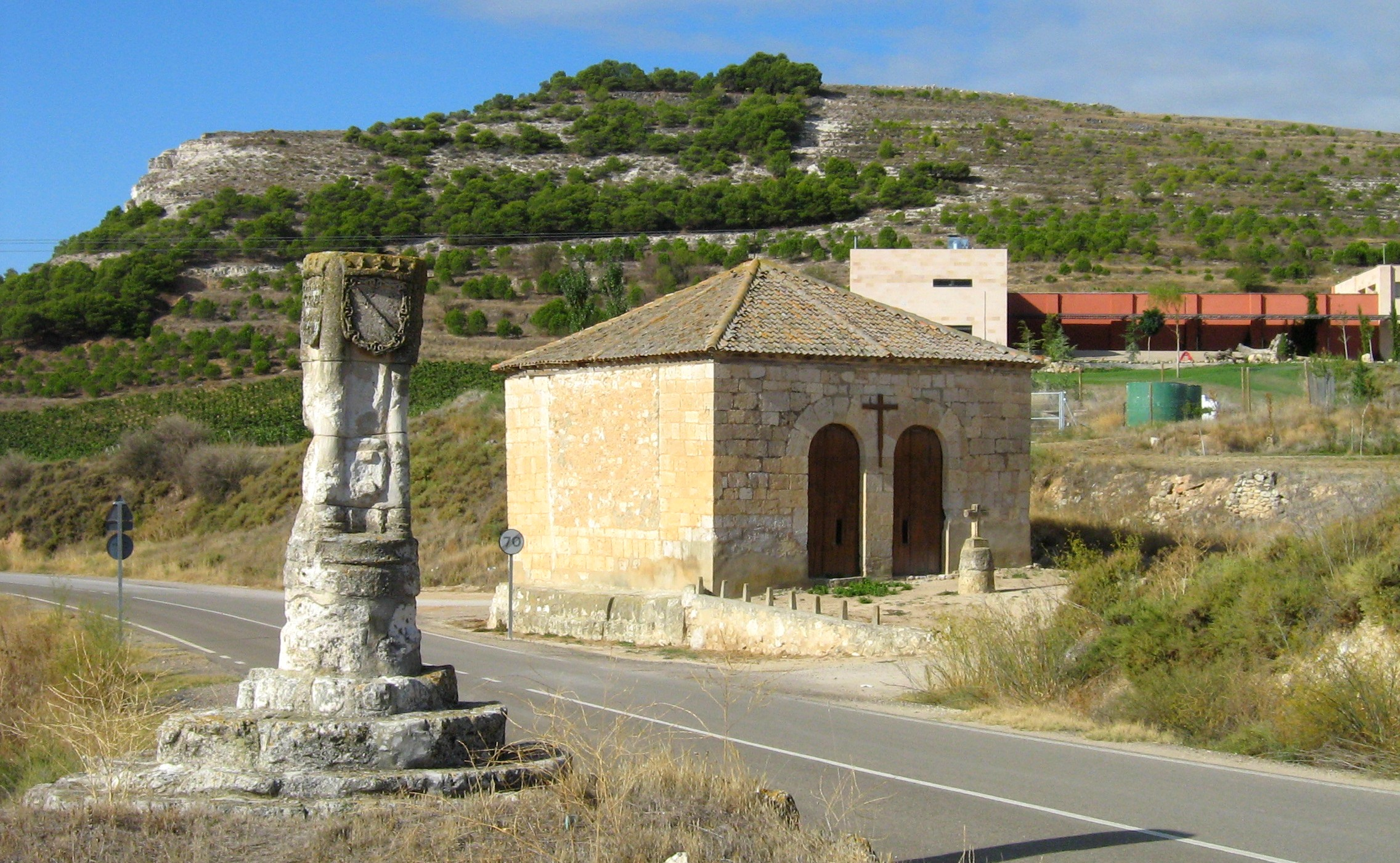
Curiel de Duero, province de Valladolid.
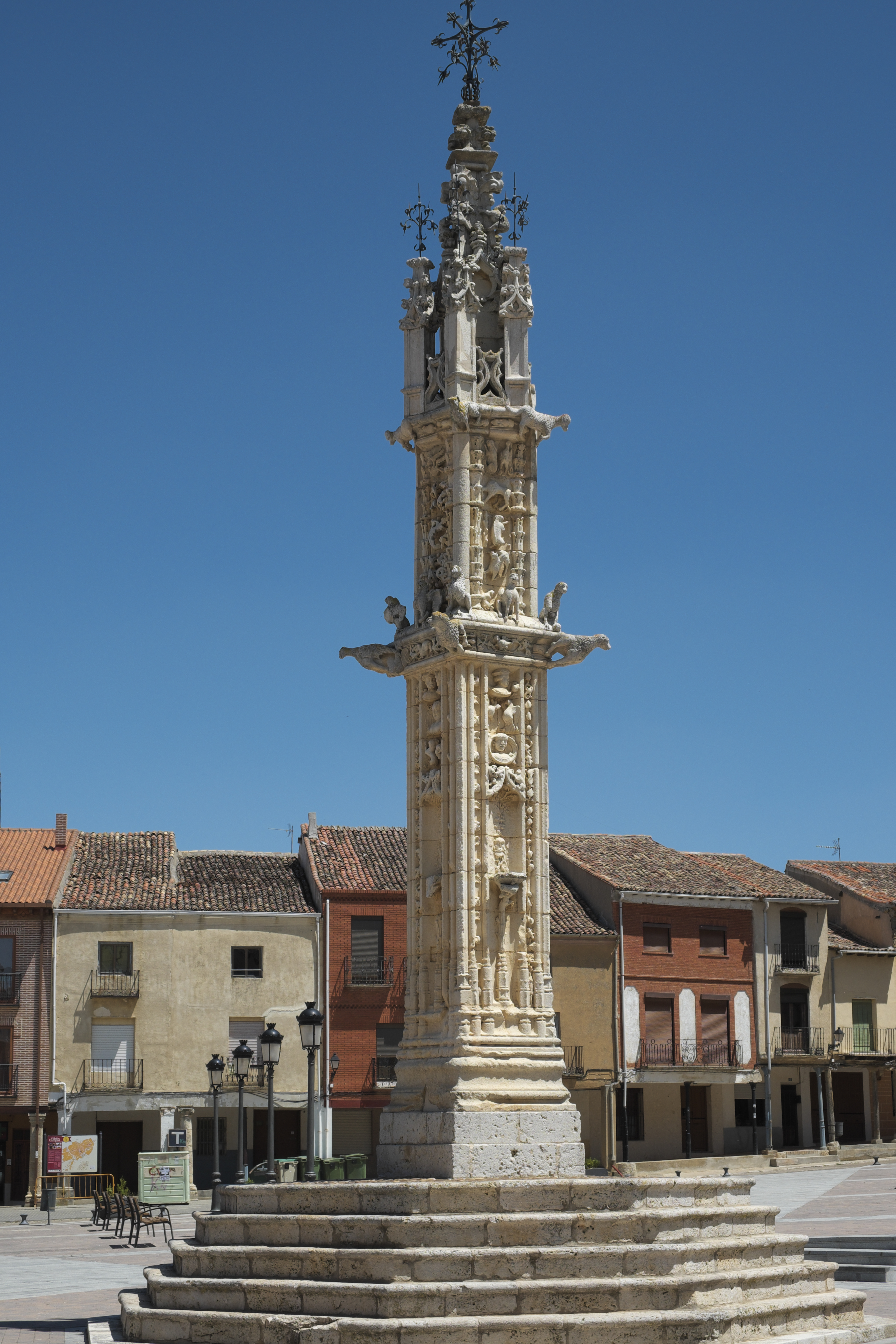
Villalón de Campos, province de Valladolid.
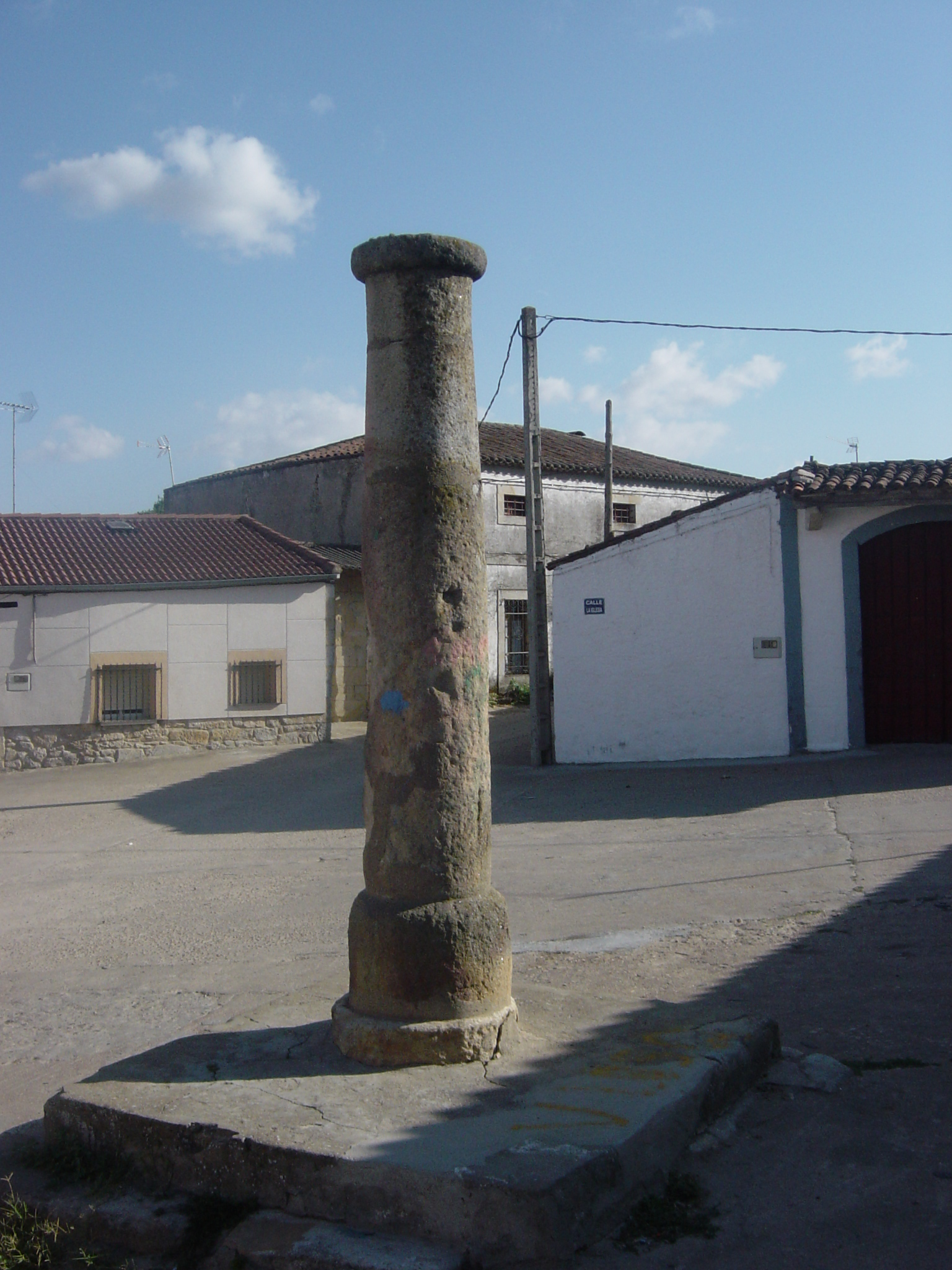
Peñausende, province de Zamora.

### Castille-La Manche
- Province d'Albacete
  - El Bonillo
  - Ossa de Montiel
- Province de Ciudad Real
  - Cabezarados
- Province de Cuenca
  - Villas de la Ventosa
- Province de Guadalajara
  - Palazuelos, Sigüenza
  - Trillo[1]
- Province de Tolède
  - La Calzada de Oropesa
  - Cardiel de los Montes
  - Castillo de Bayuela
  - Espinoso del Rey
  - Esquivias
  - Fuensalida
  - Gálvez
  - Madridejos
  - Montesclaros
  - Ocaña
  - Torrijos (desaparecido)
  - Turleque
  - Villanueva de Alcardete
  - Yepes

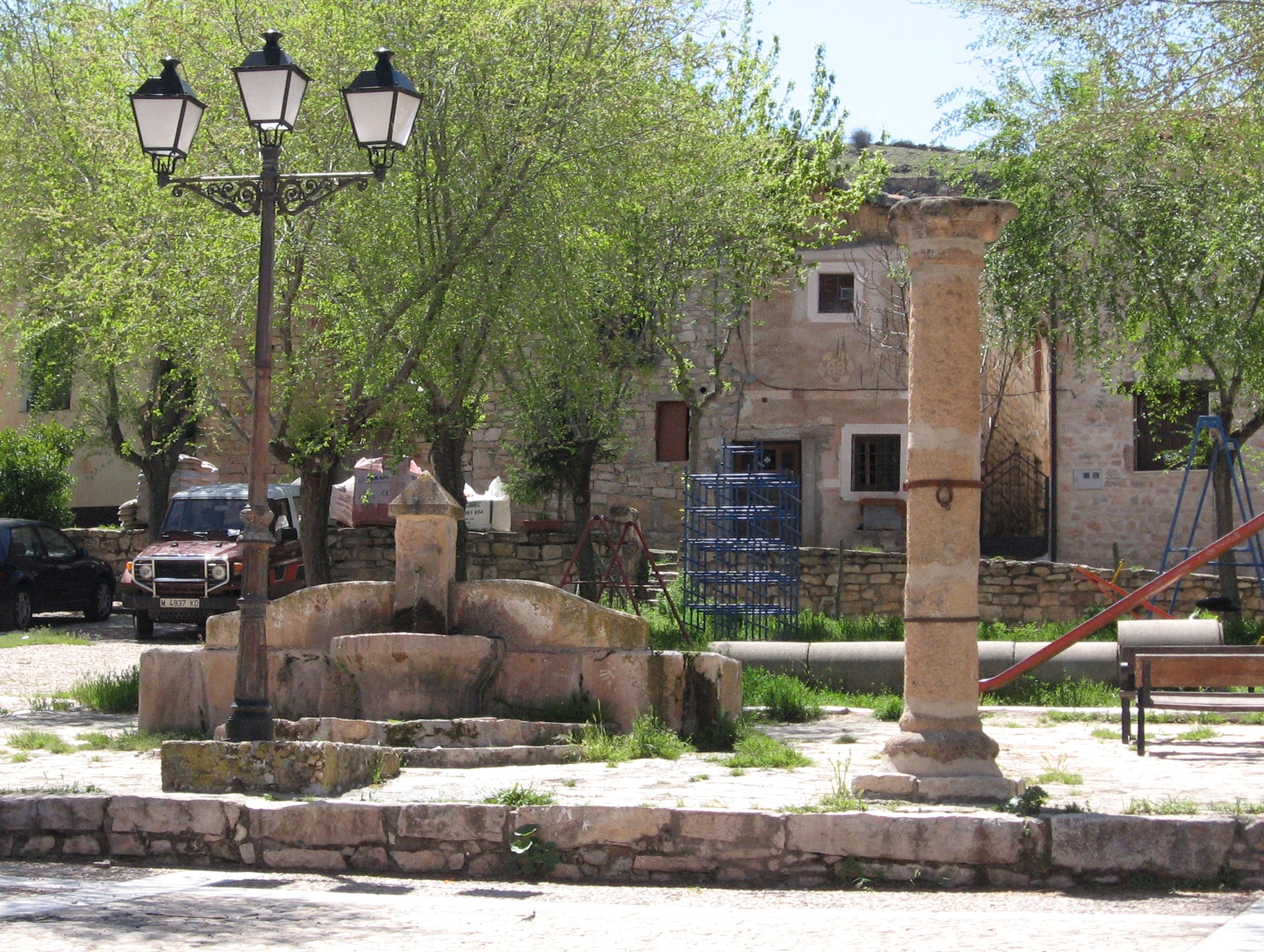
Palazuelos, province de Guadalajara.

### Estrémadure
- Province de Cáceres
  - Almaraz
  - Arroyo de la Luz
  - Belvís de Monroy
  - Cabañas del Castillo
  - Casas de Don Antonio
  - La Cumbre
  - Casatejada
  - Ceclavín
  - Deleitosa
  - Galisteo
  - Garciaz
  - Garganta la Olla
  - Garrovillas de Alconétar
  - El Gordo
  - Hervás
  - Jaraíz de la Vera
  - Jarandilla de la Vera
  - Logrosán
  - Madroñera
  - Mesas de Ibor
  - Miajadas
  - Mirabel
  - Moraleja
  - Navalmoral de la Mata
  - Pasarón de la Vera
  - Plasenzuela
  - Portezuelo
  - Santa Marta de Magasca
  - Santibáñez el Alto
  - Saucedilla
  - Serradilla
  - Serrejón
  - Tornavacas
  - Torre de Don Miguel
  - Torrecillas de la Tiesa
  - Trujillo
  - Valdefuentes
  - Valverde de la Vera
  - Viandar de la Vera
  - Zarza la Mayor
- Province de Badajoz
  - Cabeza la Vaca

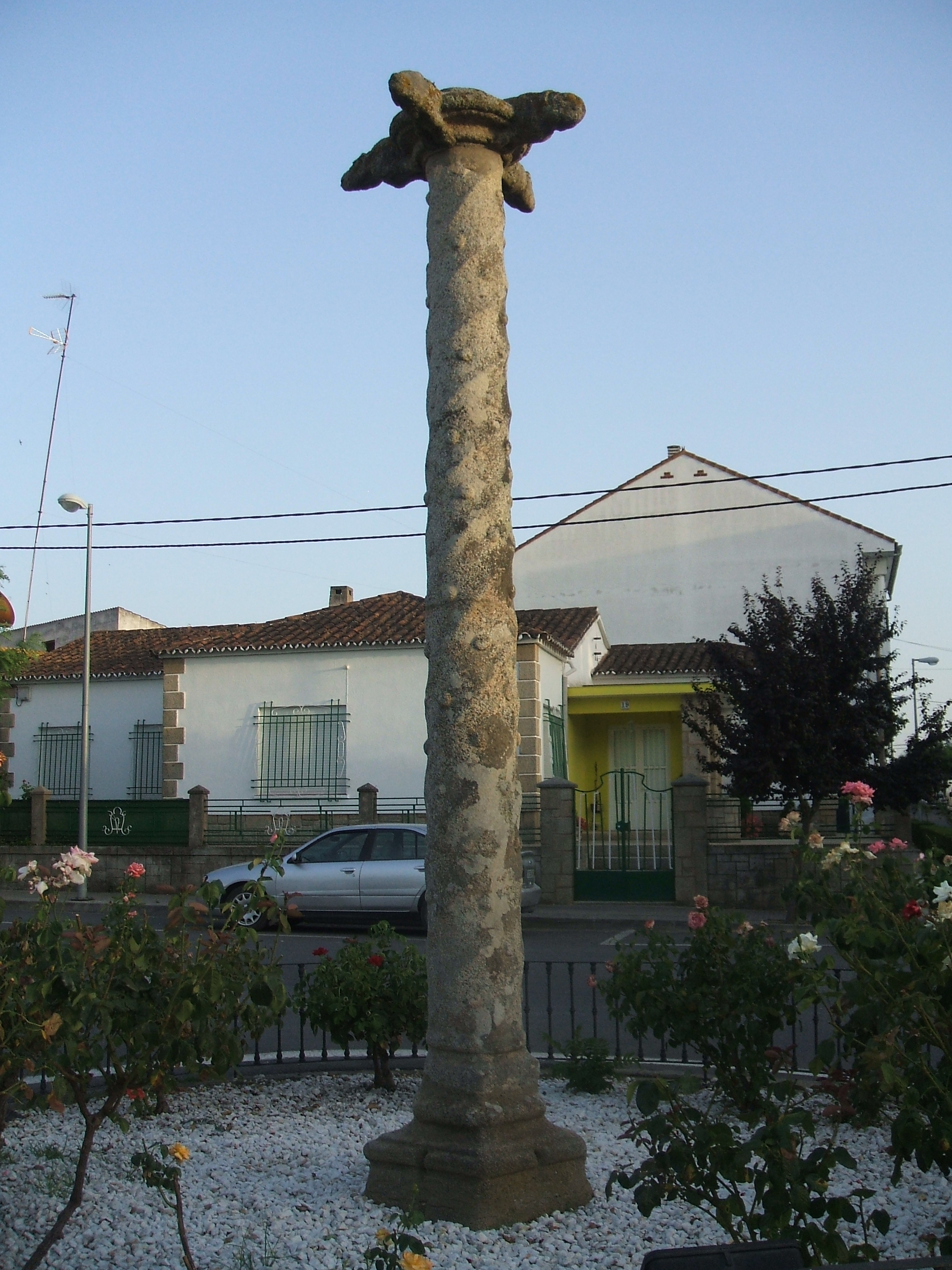
Ceclavín, province de Cáceres.
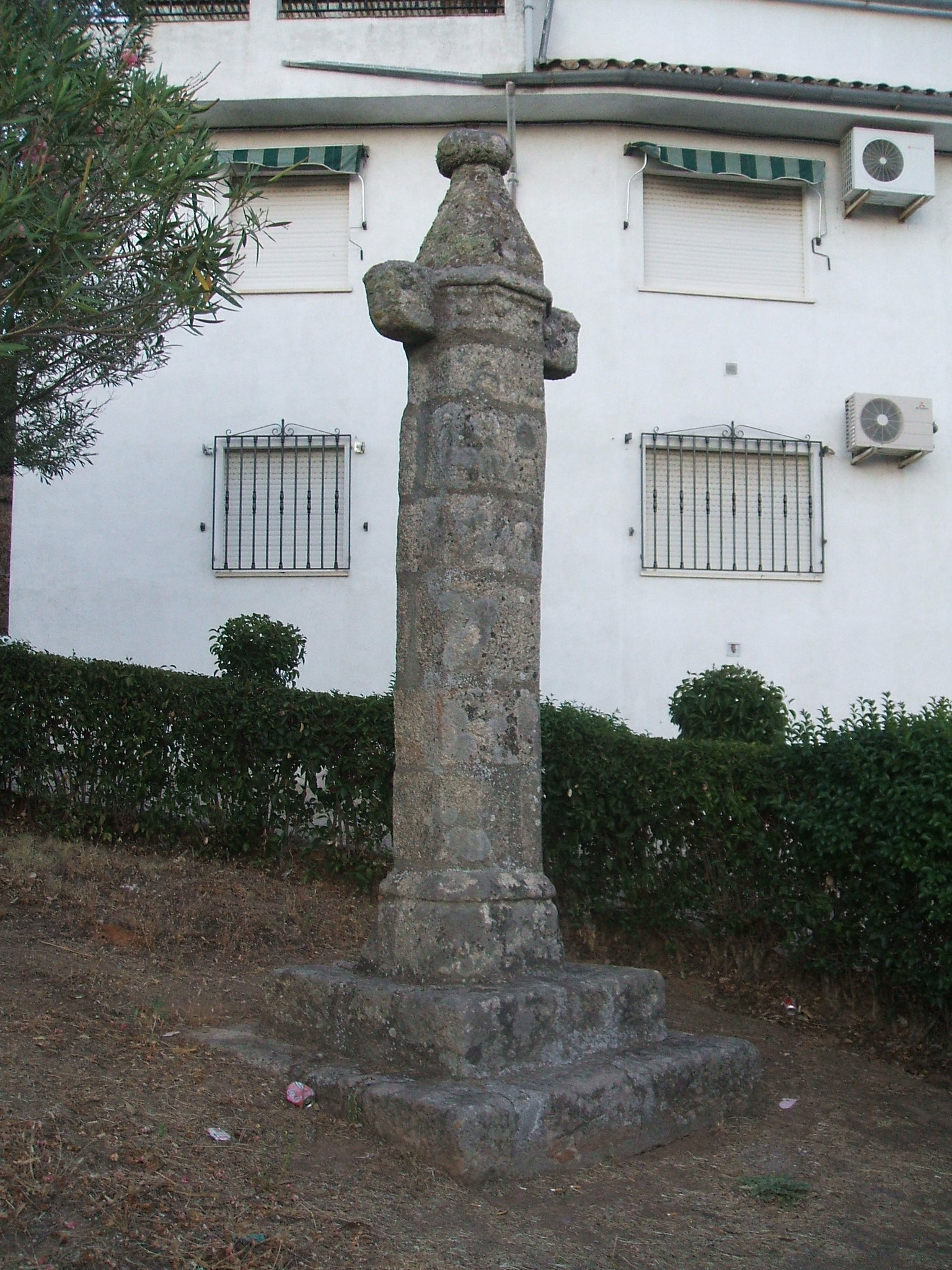
Portezuelo, province de Cáceres.
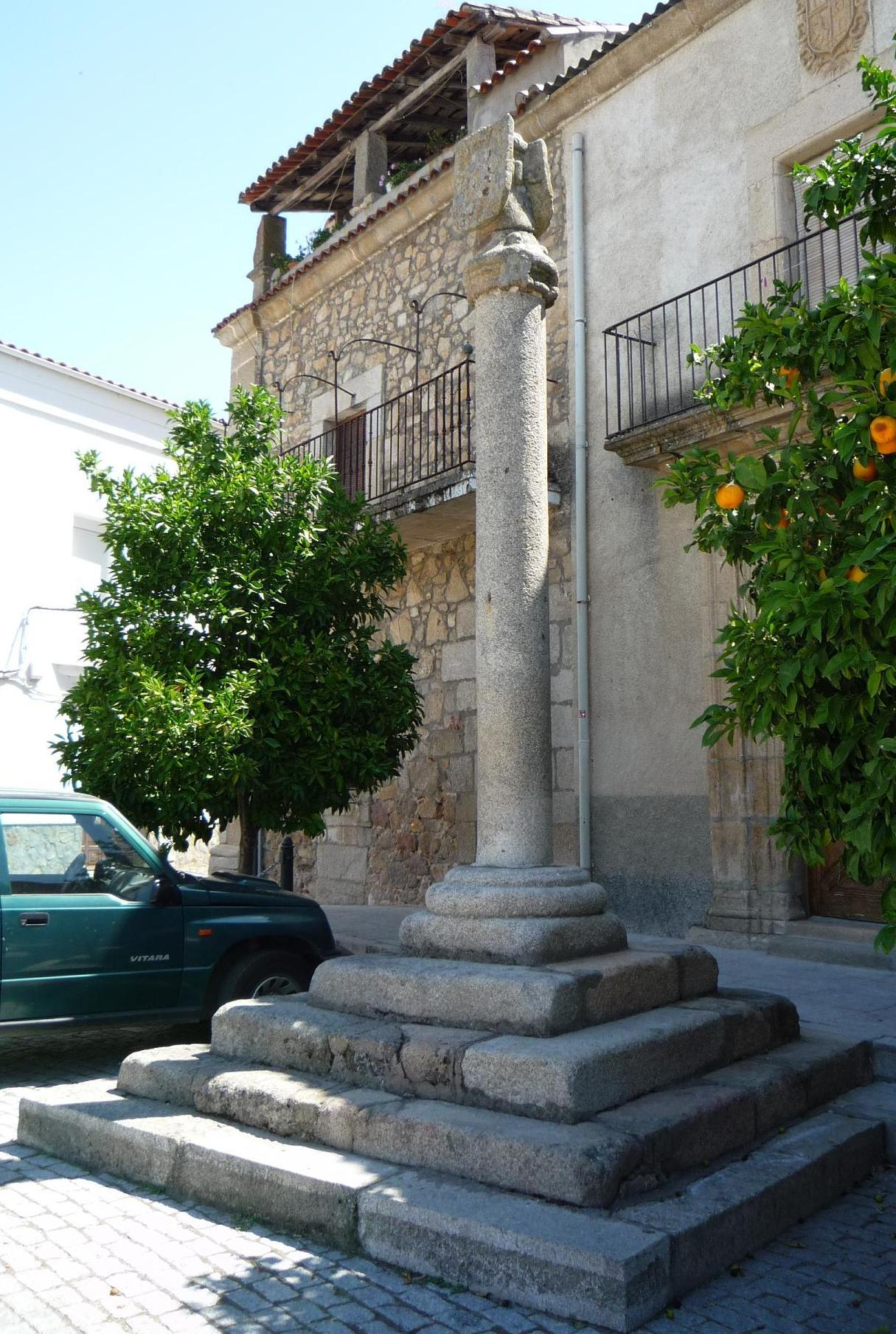
Zarza la Mayor, province de Cáceres.

### La Rioja
- Azofra
- Muro de Aguas
- Villalba de Rioja

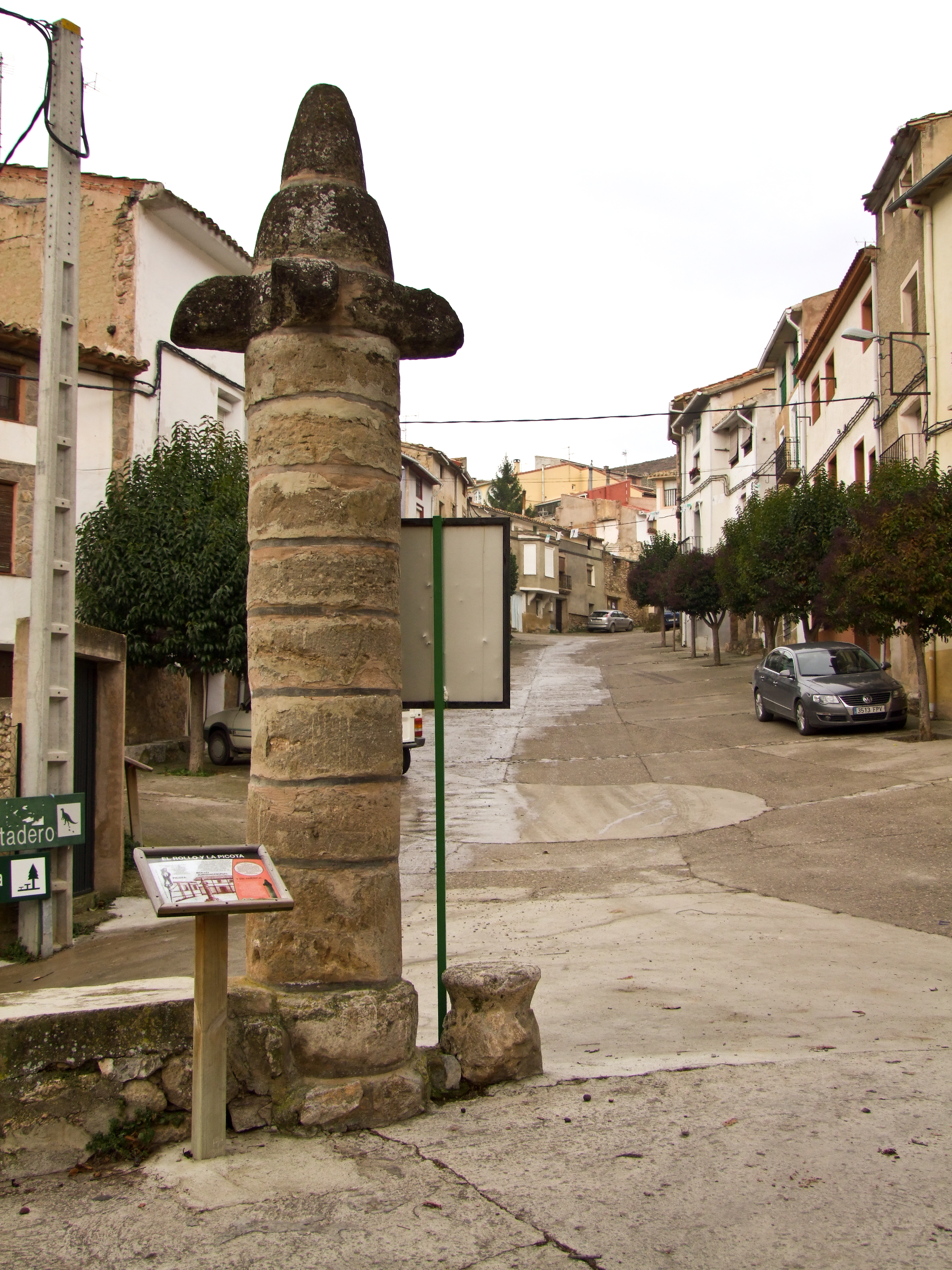
Muro de Aguas.
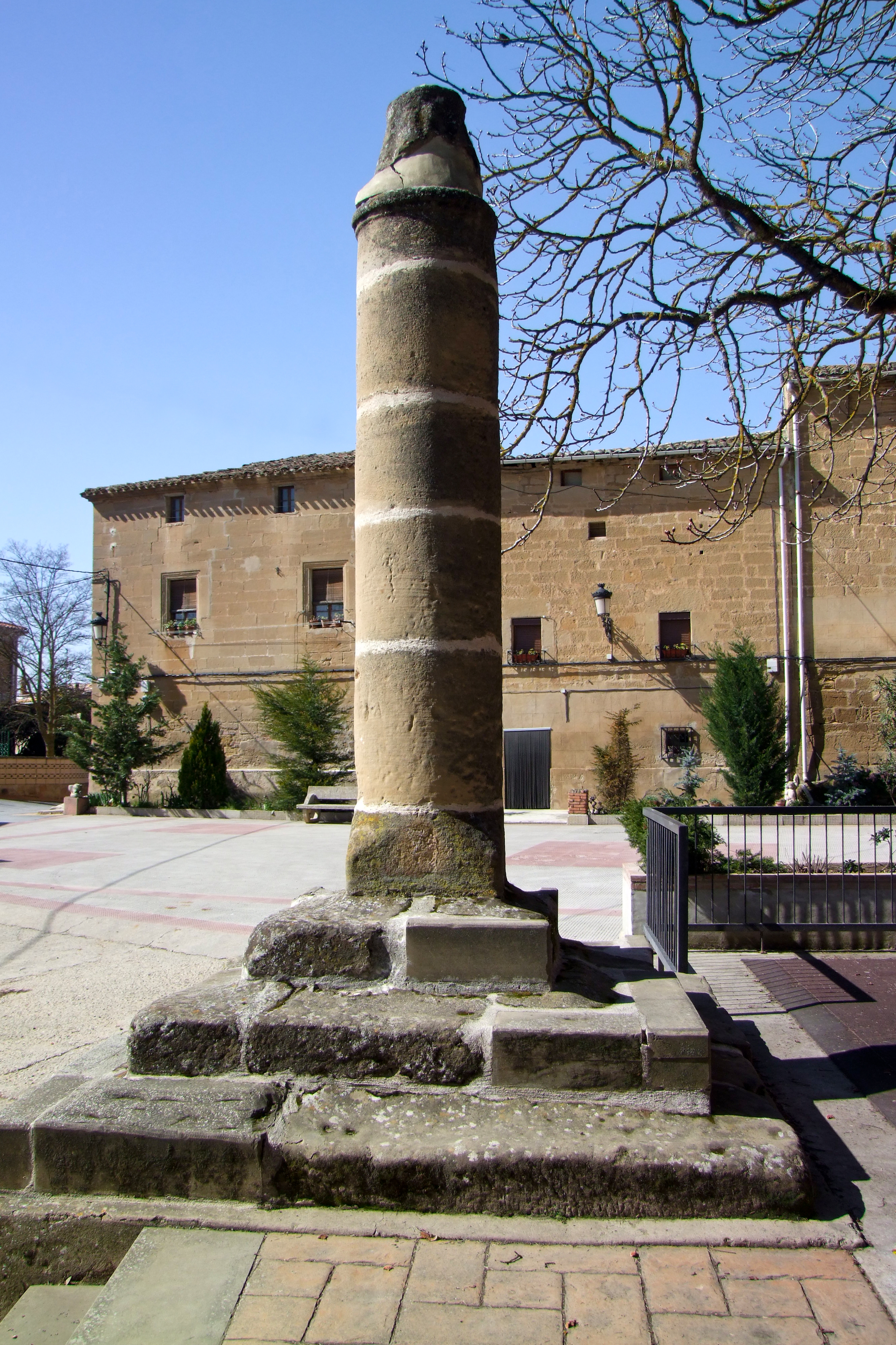
Villalba de Rioja.